# Pastena
Pastena est une commune de la province de Frosinone dans la région Latium en Italie.

## Administration
| Période                                  | Période  | Identité                  | Étiquette | Qualité |
| ---------------------------------------- | -------- | ------------------------- | --------- | ------- |
| 30 mai 2006                              | En cours | Renato Edoardo De Angelis |           |         |
| Les données manquantes sont à compléter. |          |                           |           |         |

### Hameaux
Casanova, Grotte

### Communes limitrophes
Castro dei Volsci, Falvaterra, Lenola, Pico, San Giovanni Incarico